# Bahnstrecke Mignaloux-Nouaillé–Bersac
| Bahnhof von Droux, August 2019. |                      | | |
| Strecke 604000 - Mignaloux-Nouaillé–Bersac |                      | | |
| Streckennummer (SNCF): | 604 000              | | |
| Kursbuchstrecke (SNCF): | 89                   | | |
| Streckenlänge: | 107,891 km           | | |
| Spurweite: | 1435 mm (Normalspur) | | |
| Maximale Neigung: | 12,5 ‰               | | |
| Streckengeschwindigkeit: | 100 km/h             | | |
| |                      | | |
| \| \| \| Bahnstrecke Saint-Benoît–Le Blanc von Saint-Benoît \| \| \| \| 347,9 \| Mignaloux-Nouaillé \| 136 m \| \| \| ~348,3 \| Bahnstrecke Saint-Benoît–Le Blanc nach Le Blanc \| Bahnstrecke Saint-Benoît–Le Blanc nach Le Blanc \| \| \| 352,9 \| Nieuil-l’Espoir \| 120 m \| \| \| 358,4 \| Fleuré \| 129 m \| \| \| ~360,8 \| N 1147 (ehem. N 147) \| N 1147 (ehem. N 147) \| \| \| ~361,0 \| N 147 \| N 147 \| \| \| 366,2 \| Lhommaizé \| 103 m \| \| \| ~366,4 \| VFEP (1924–1934, Meterspur), Bouresse–Châtellerault (16 m)[2] \| VFEP (1924–1934, Meterspur), Bouresse–Châtellerault (16 m)[2] \| \| \| 370,3 \| Gleisanschluss Kernkraftwerk Civaux \| Gleisanschluss Kernkraftwerk Civaux \| \| \| 371,2 \| Civaux \| 103 m \| \| \| 375,7 \| Vienne (130 m) \| Vienne (130 m) \| \| \| ~376,5 \| Bahnstrecke Lussac-les-Châteaux–Saint-Saviol von Saint-Saviol \| Bahnstrecke Lussac-les-Châteaux–Saint-Saviol von Saint-Saviol \| \| \| ~376,8 \| D 749 (ehem. N 149) \| D 749 (ehem. N 149) \| \| \| 377,1 \| Lussac-les-Châteaux \| 90 m \| \| \| 381,5 \| Sillars \| 119 m \| \| \| 389,9 \| Montmorillon \| 104 m \| \| \| ~391,2 \| Gartempe (76 m) \| Gartempe (76 m) \| \| \| \| \| \| \| \| ~391,6 \| Bahnstrecke Montmorillon–Saint-Aigny-Le Blanc nach Saint-Aigny-Le Blanc \| Bahnstrecke Montmorillon–Saint-Aigny-Le Blanc nach Saint-Aigny-Le Blanc \| \| \| \| \| \| \| \| 401,4 \| Lathus \| 180 m \| \| \| 408,5 \| Département Vienne/Haute-Vienne \| Département Vienne/Haute-Vienne \| \| \| 408,8 \| Thiat-Oradour 225 m \| Thiat-Oradour 225 m \| \| \| 413,5 \| Brame (21 m) \| Brame (21 m) \| \| \| ~416,1 \| D 942 (ehem. N 142) \| D 942 (ehem. N 142) \| \| \| 419,2 \| Le Dorat \| 209 m \| \| \| ~419,6 \| D 675 (ehem. N 675) \| D 675 (ehem. N 675) \| \| \| \| \| \| \| \| ~419,7 \| Bahnstrecke Le Dorat–Limoges-Bénédictins n. Limoges-Bénéd. und Bahnstrecke Le Dorat–Magnac-Laval nach Magnac-Laval \| Bahnstrecke Le Dorat–Limoges-Bénédictins n. Limoges-Bénéd. und Bahnstrecke Le Dorat–Magnac-Laval nach Magnac-Laval \| \| \| \| \| \| \| \| 426,2 \| Droux \| 239 m \| \| \| ~426,4 \| N 145 \| N 145 \| \| \| 427,8 \| Semme (48 m) \| Semme (48 m) \| \| \| \| CDHV-2 (1908– ca. 1939, Meterspur), von Limoges \| \| \| \| 438,7 \| Châteauponsac \| 298 m \| \| \| ~438,9 \| CDHV-2 (1913– ca. 1939) nach Saint-Sulpice \| CDHV-2 (1913– ca. 1939) nach Saint-Sulpice \| \| \| 445,9 \| Streckenende \| Streckenende \| \| \| \| Gleisanschluss Uranlagerstätte \| \| \| \| ~446,8 \| D 220 (ehem. N 20) \| 344 m \| \| \| 447,2 \| Bessines \| 344 m \| \| \| ~447,6 \| A 20 \| A 20 \| \| \| 452,0 358,4 \| Bahnstrecke Orléans–Montauban (Abzw. Poitiers) von Orléans \| Bahnstrecke Orléans–Montauban (Abzw. Poitiers) von Orléans \| \| \| 359,0 \| Gartempe (Viaduc de Rocherolles, 155 m) \| Gartempe (Viaduc de Rocherolles, 155 m) \| \| \| 362,2 \| Bersac \| 363 m \| \| \| \| Bahnstrecke Orléans–Montauban n. Montauban-Ville-Bourbon \| \| \| \| \| \| \| \| Beginn der Kilometrierung: Paris-Austerlitz \| \| \| \| |                      | | |
| |                      | Bahnstrecke Saint-Benoît–Le Blanc von Saint-Benoît                                                                 | |
| Bahnhof | 347,9                | Mignaloux-Nouaillé                                                                                                 | 136 m |
| Abzweig geradeaus und nach links | ~348,3               | Bahnstrecke Saint-Benoît–Le Blanc nach Le Blanc                                                                    | Bahnstrecke Saint-Benoît–Le Blanc nach Le Blanc                                                                    |
| ehemaliger Bahnhof | 352,9                | Nieuil-l’Espoir | 120 m |
| ehemaliger Bahnhof | 358,4                | Fleuré | 129 m |
| Bahnübergang | ~360,8               | N 1147 (ehem. N 147)                                                                                               | N 1147 (ehem. N 147)                                                                                               |
| Strecke mit Straßenbrücke | ~361,0               | N 147 | N 147 |
| ehemaliger Haltepunkt / Haltestelle | 366,2                | Lhommaizé | 103 m |
| Kreuzung mit U-Bahn geradeaus unten (Querstrecke außer Betrieb) | ~366,4               | VFEP (1924–1934, Meterspur), Bouresse–Châtellerault (16 m)                                                         | VFEP (1924–1934, Meterspur), Bouresse–Châtellerault (16 m)                                                         |
| Abzweig geradeaus und von links | 370,3                | Gleisanschluss Kernkraftwerk Civaux                                                                                | Gleisanschluss Kernkraftwerk Civaux                                                                                |
| ehemaliger Bahnhof | 371,2                | Civaux | 103 m |
| Brücke über Wasserlauf | 375,7                | Vienne (130 m) | Vienne (130 m) |
| Abzweig geradeaus und ehemals von rechts | ~376,5               | Bahnstrecke Lussac-les-Châteaux–Saint-Saviol von Saint-Saviol                                                      | Bahnstrecke Lussac-les-Châteaux–Saint-Saviol von Saint-Saviol                                                      |
| Brücke | ~376,8               | D 749 (ehem. N 149)                                                                                                | D 749 (ehem. N 149)                                                                                                |
| Bahnhof | 377,1                | Lussac-les-Châteaux                                                                                                | 90 m |
| ehemaliger Haltepunkt / Haltestelle | 381,5                | Sillars | 119 m |
| Bahnhof | 389,9                | Montmorillon | 104 m |
| Brücke über Wasserlauf | ~391,2               | Gartempe (76 m) | Gartempe (76 m) |
| |                      | | |
| Abzweig geradeaus und nach links | ~391,6               | Bahnstrecke Montmorillon–Saint-Aigny-Le Blanc nach Saint-Aigny-Le Blanc                                            | Bahnstrecke Montmorillon–Saint-Aigny-Le Blanc nach Saint-Aigny-Le Blanc                                            |
| |                      | | |
| Bahnhof | 401,4                | Lathus | 180 m |
| Grenze | 408,5                | Département Vienne/Haute-Vienne                                                                                    | Département Vienne/Haute-Vienne                                                                                    |
| ehemaliger Bahnhof | 408,8                | Thiat-Oradour 225 m                                                                                                | Thiat-Oradour 225 m                                                                                                |
| Brücke über Wasserlauf | 413,5                | Brame (21 m) | Brame (21 m) |
| Brücke | ~416,1               | D 942 (ehem. N 142)                                                                                                | D 942 (ehem. N 142)                                                                                                |
| Bahnhof | 419,2                | Le Dorat | 209 m |
| Strecke mit Straßenbrücke | ~419,6               | D 675 (ehem. N 675)                                                                                                | D 675 (ehem. N 675)                                                                                                |
| |                      | | |
| Abzweig ehemals geradeaus, nach rechts und ehemals nach links | ~419,7               | Bahnstrecke Le Dorat–Limoges-Bénédictins n. Limoges-Bénéd. und Bahnstrecke Le Dorat–Magnac-Laval nach Magnac-Laval | Bahnstrecke Le Dorat–Limoges-Bénédictins n. Limoges-Bénéd. und Bahnstrecke Le Dorat–Magnac-Laval nach Magnac-Laval |
| |                      | | |
| Bahnhof (Strecke außer Betrieb) | 426,2                | Droux | 239 m |
| Bahnübergang (Strecke außer Betrieb) | ~426,4               | N 145 | N 145 |
| Brücke über Wasserlauf (Strecke außer Betrieb) | 427,8                | Semme (48 m) | Semme (48 m) |
| U-Bahn-Strecke von rechts (außer Betrieb) · Strecke |                      | CDHV-2 (1908– ca. 1939, Meterspur), von Limoges                                                                    | CDHV-2 (1908– ca. 1939, Meterspur), von Limoges                                                                    |
| U-Bahn-Bahnhof · Bahnhof (Strecke außer Betrieb) | 438,7                | Châteauponsac | 298 m |
| U-Bahn-Strecke nach links (außer Betrieb) · Kreuzung geradeaus oben · U-Bahn-Strecke quer | ~438,9               | CDHV-2 (1913– ca. 1939) nach Saint-Sulpice                                                                         | CDHV-2 (1913– ca. 1939) nach Saint-Sulpice                                                                         |
| | 445,9                | Streckenende | Streckenende |
| Abzweig geradeaus und von links |                      | Gleisanschluss Uranlagerstätte                                                                                     | Gleisanschluss Uranlagerstätte                                                                                     |
| Strecke mit Straßenbrücke | ~446,8               | D 220 (ehem. N 20)                                                                                                 | 344 m |
| Dienststation / Betriebs- oder Güterbahnhof | 447,2                | Bessines | 344 m |
| Strecke mit Straßenbrücke | ~447,6               | A 20 | A 20 |
| Abzweig geradeaus und von links | 452,0 358,4          | Bahnstrecke Orléans–Montauban (Abzw. Poitiers) von Orléans                                                         | Bahnstrecke Orléans–Montauban (Abzw. Poitiers) von Orléans                                                         |
| Brücke über Wasserlauf | 359,0                | Gartempe (Viaduc de Rocherolles, 155 m)                                                                            | Gartempe (Viaduc de Rocherolles, 155 m)                                                                            |
| Bahnhof | 362,2                | Bersac | 363 m |
| |                      | Bahnstrecke Orléans–Montauban n. Montauban-Ville-Bourbon                                                           | |
| |                      | | |
| Beginn der Kilometrierung: Paris-Austerlitz |                      | | |

Die Bahnstrecke Mignaloux-Nouaillé–Bersac ist eine 1867 in Betrieb genommene, eingleisige, knapp 108 km lange Eisenbahnstrecke in Frankreich. Sie verläuft in nordwestlich-südöstliche Richtung und verbindet die beiden Nord-Süd-ausgerichteten Strecken Paris–Bordeaux und Orléans–Montauban. Zahlreiche Knotenpunkte zeugen von dem dichten Eisenbahnnetz, das früher Frankreich bedeckte. Sie stellte damit eine relativ direkte Verbindung zwischen den beiden Départementshauptstädten Poitiers und Limoges dar.

## Geschichte
Zwischen November 1854 bis Januar 1855 legte das Département Vendée Napoleon III. ein Projekt vor, die Strecke von Nantes nach Bordeaux und von Nantes nach Limoges über La Roche-sur-Yon zu führen und so Poitiers zu umgehen. Die Stadt Poitiers sprach sich dagegen für das Projekt zur Schaffung einer Eisenbahn von Nantes nach Limoges über Cholet und unter Einbeziehung von Bressuire, Parthenay, Poitiers, Chauvigny und Montmorillon aus. Außerdem sollte eine Abzweigung nach Guéret und Montluçon gebaut werden. Ziel beider Vorlagen war es, endlich eine Transversale der von Paris ausstrahlenden Linien zu schaffen, und in der Hoffnung, damit im Anschluss auch eine Konzession für die Bahnstrecke Montluçon–Saint-Sulpice-Laurière zu erlangen, das 1857 tatsächlich auch geschah.
Der Beginn des Streckenbaus ist von der Insolvenz und Zerschlagung der Compagnie du chemin de fer Grand-Central de France gekennzeichnet, die bereits – zusammen mit der benachbarten Bahnstrecke Saint-Benoît–Le Blanc die Konzession für den Bau und Betrieb erhalten hatte. Die konkurrierende Compagnie du chemin de fer de Paris à Orléans (PO) übernahm am 11. April 1857 zusammen mit weiteren projektierten Strecken die Rechtsnachfolge. Am 22. Juni 1861 wurde die Strecke auch für den öffentlichen Verkehr bestimmt.
Diese Strecke verläuft ab Le Dorat nach Westen bis zu ihrem Endpunkt Bersac-sur-Rivalier. Dieser westliche Zipfel wurde auf ca. 21 km im Sommer 1973 stillgelegt. Erst 1881 wurde mit der 55,4 km langen Bahnstrecke Le Dorat–Limoges-Bénédictins eine kürzere Direktverbindung hergestellt, die die Entfernung zwischen den beiden Hauptstädten um 16,4 km verringerte. Am 23. Dezember 1867 konnte die Strecke auf gesamter Länge eröffnet werden. Diese neue, kürzere Strecke führte schließlich zur Schließung des Streckenabschnitts ab Le Dorat. Lediglich der kurze Abschnitt zur Atomlagerstätte Bessines wird noch bedient.
Entsprechend wurde am 1. September 1939 auf dem Abschnitt Le Dorat–Bersac der Personenverkehr eingestellt, doch während des Zweiten Weltkriegs zwischen dem 15. September 1940 und Kriegsende 1945 vorübergehend wieder geöffnet. Dieser Streckenteil wurde ab dem 11. Januar 1970 auch nicht mehr vollständig im Güterverkehr bedient, zunächst im Abschnitt Le Dorat–Châteauponsac (BK 419,840 bis 436,210), ab Ende des Monats April 1987 dann auch Châteauponsac–Bessines (BK 436,210 bis 445,900).